# Camí de la Pobla de Segur al Llac
El Camí de la Pobla de Segur al Llac és una pista rural que discorre pel terme municipal de Conca de Dalt, en els antics termes d'Aramunt) i de Claverol), al Pallars Jussà. El camí arrenca de la Carretera d'Aramunt a ran de la Casa de la Manduca, i s'adreça a la vora del pantà de Sant Antoni. Ressegueix cap a migdia aquesta riba, passant pel costat oest de la partida de Miret, després per la dels Millars, on travessa el barranc dels Millars, i encara després per la de les Serres, passada la qual enllaça amb el Camí de la Pobla de Segur.